# Vehib Pasha
Mehmet Vehib Kaçı (thường gọi là Mehmet Wehib thay Vehip Pasha) (1877 - 1940), người Thổ Nhĩ Kỳ, là sĩ quan cấp cao trong quân đội đế quốc Ottoman. Ông từng tham gia Chiến tranh Balkan và Chiến tranh thế giới thứ nhất.

## Tiểu sử
Mehmet Vehip sinh năm 1877 tại Yanya (Ioannina), đế quốc Ottoman và hiện nay là lãnh thổ Hi Lạp.
Vehip tốt nghiệp trường học viện quân sự Thổ Nhĩ Kỳ năm 1899 rồi chuyển đến Yemen. 
Năm 1909, sau cuộc bạo loạn ngày 31 tháng 3, Vehip được chuyển đến Istanbul và làm việc cho Bộ chiến tranh.

### Chiến tranh Balkan
Trong cuộc chiến tranh Balkan lần thứ nhất, ông được giao nhiệm vụ phòng thủ pháo đài Yanya tạiIoannina với người anh Esad cho đến ngày 20 tháng 2 năm 1913 khi quân đội Thổ Nhĩ Kỳ đầu hàng tướng Ioannis Metaxas của Hi Lạp theo kết quả của hòa ước vừa được ký kết.
Vehip bị bắt. Sau khi được thả, ông được phong quân hàm đại tá. Sau đó ông chuyển đến Hejaz trên bán đảo Ả Rập.

### Chiến tranh thế giới thứ nhất
Khi đế quốc Ottoman tham gia vào thế chiến thứ nhất, Vehip đã tham gia Trận Gallipoli, chỉ huy quân đoàn 15 và sau đó là tập đoàn quân số 2, thay thế Mahmud Kamil Pasha vào tháng 2 năm 1916. Với việc giành được nhiều thắng lợi, ông tiếp tục được giao chỉ huy tập đoàn quân số 3 tại mặt trận Caucasus chống lại đế quốc Nga. Năm 1916, ông đã bị quân Nga đánh bại trong trận Erzinjan. Năm 1918, Vehip thực hiện 1 cuộc phản công chiếm lại Trabzon và Hora ngày 24 tháng 2 rồi Batumi ngày 26 tháng 3. Sau hòa ước Mudros thừa nhận sự thất bại của đế quốc Ottoman trong Chiến tranh thế giới thứ nhất, Vehip trở về Istanbul.

### Abyssinia
Vehip tham gia vào Chiến tranh Ý-Ethiopia lần thứ hai bùng nổ năm 1935. Tại đây ông thường được gọi là Wehib Pasha. Ông đóng vai trò tham mưu trưởng cho Ras Nasibu, tổng tư lệnh quân đội Ethiopia tại mặt trận phía đông. Wehib Pasha đã thiết kế 1 phòng tuyến phòng thủ vững chắc cho quân đội Ethiopia mang tên "Bức tường Hindenburg", lấy ý tưởng từ phòng tuyến Hindenburg nổi tiếng của Đức trong Chiến tranh thế giới thứ nhất. Nhưng trong trận Ogaden diễn ra vào tháng 4 năm 1936, quân đội Ý đã chọc thủng thành công phòng tuyến này. Cuối cùng, Vehip rời Ethiopia và trở về Istanbul.
Ông mất năm 1940 và được chôn cất tại đài tưởng niệm Karacaahmet tại Istanbul.